# Constantino Brumidi
Constantino Brumidi (Roma, 26 de julio de 1805-Washington D. C., 19 de febrero de 1880) fue un pintor italo-estadounidense, conocido por sus murales en interiores, especialmente por la cúpula del edificio del Capitolio de los Estados Unidos ,en Washington D. C.. 

## Primeros años

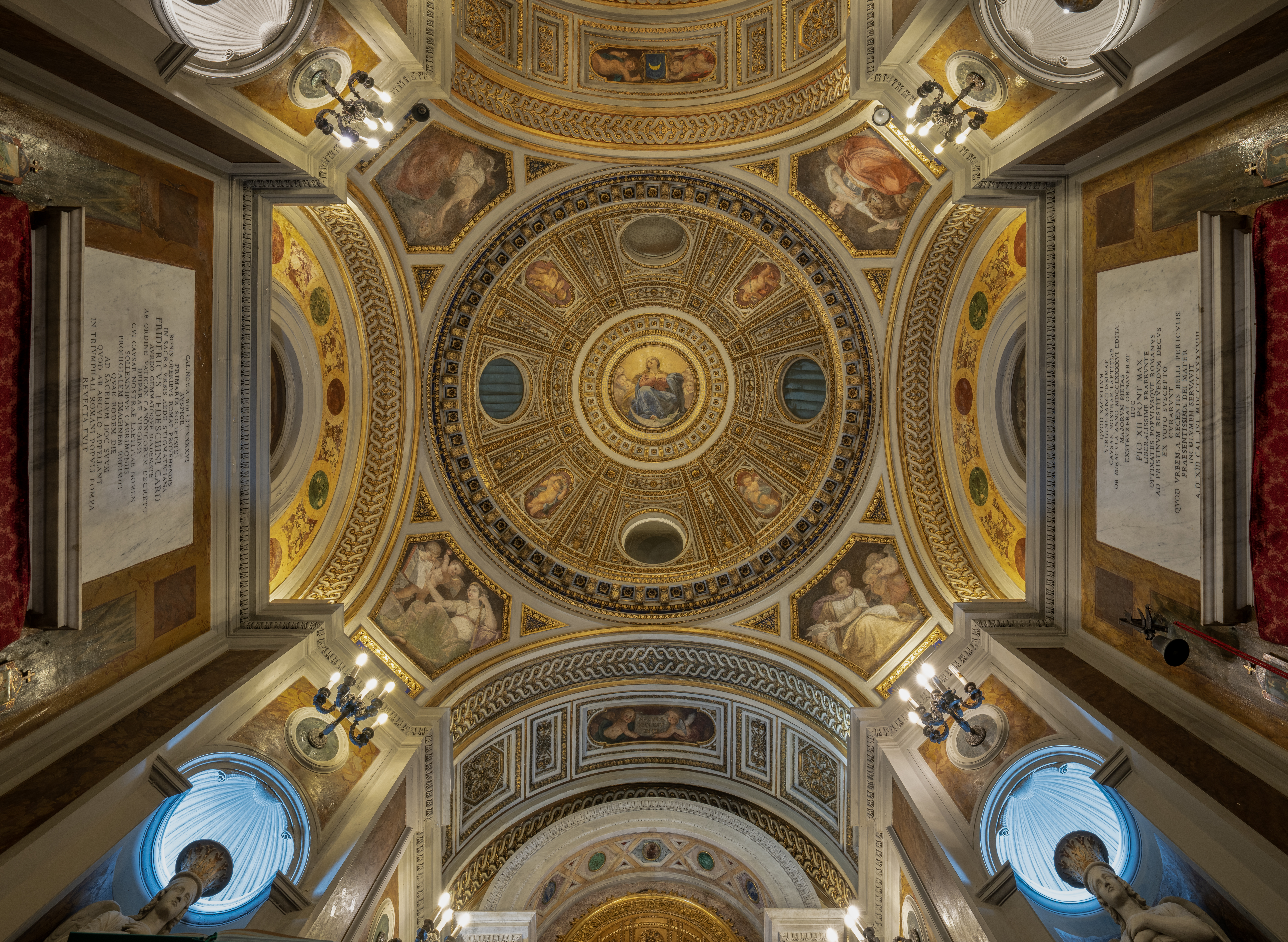

Su padre, Stauros Brumidi, era griego y poseyó una cafetería en Roma; su madre, Anna Bianchini, era italiana. 
Brumidi estudió durante 14 años, comenzando a la edad de 13 años, en la Escuela de Accademia di a Luca bajo el tutelaje de escultores como Berthel Thorvaldsen y Antonio Canova y pintores como Vincenzo Camuccini y Filippo Agricola (1776-1857). Él fue entrenado en las técnicas del fresco verdadero, témpera y el aceite, y tuvo dominio de la figura humana y la pintura de formas tridimensionales. 
Constantino Brumidi fue supervisado por sus profesores al realizar sus primeros trabajos importantes: la decoración del palacio del Príncipe Alejandro Torlonia (comenzando en 1838) y restaurando con Domenico Tojetti (1840-42) la undécima bahía del tercio Loggia del Palacio Apostólico de la Ciudad del Vaticano

Desde 1842 hasta 1844, Brumidi creó pinturas de estilo gótico para la familia Torlonia, la decoración de la capilla del Palazzo. Se piensa que en la casa Torlonia, Brumidi fue el responsable de la decoración del nuevo teatro, donde firmó varios frescos entre 1844 y 1845.

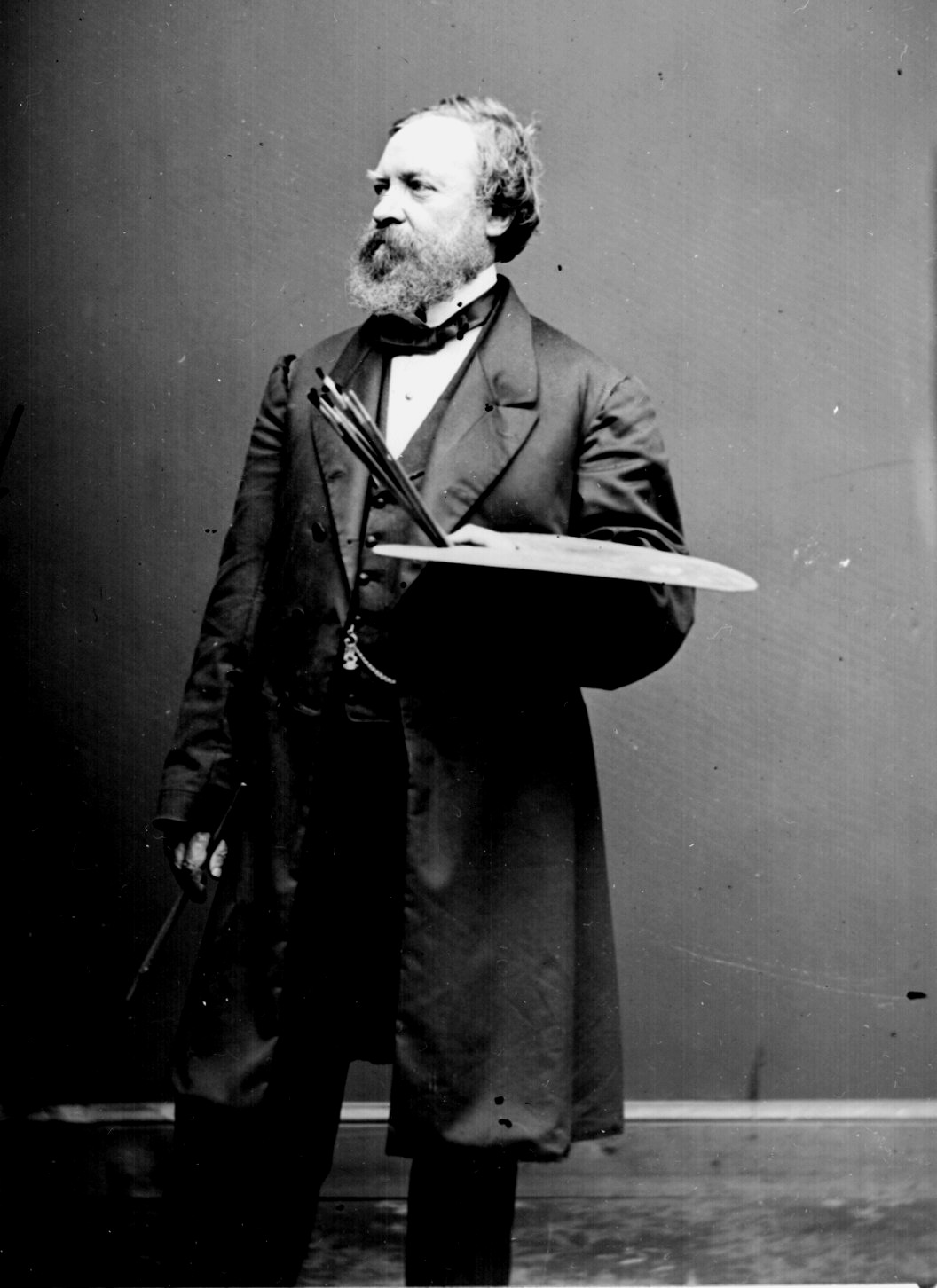
Constantino Brumidi

## Labor en Estados Unidos
Una de sus obra más destacadas dentro de Estados Unidos es La Apoteosis de Washington, un fresco realizado en 1865 por Brumidi plasmado en la rotonda de Capitolio. También son célebres los murales que decoran la iglesia católica de San Esteban en Manhattan, hoy cerrada.